# Зоран Миљковић
Зоран Миљковић (Београд, 25. јул 1947 — Београд, 20. август 2020) био је српски и југословенски глумац.
Био је првак Малог позоришта „Душко Радовић”. Остао је упамћен по бројним улогама у позоришту „Душко Радовић”, као и по бројним епизодним улогама у домаћим серијама и филмовима.

## Биографија
Зоран Миљковић се родио у Београду, али је младост провео у Пожаревцу у којем је открио глуму и коње, две своје највеће страсти.
На Љубичевским коњичким играма два пута је победио и добио титулу „Витеза” вишебоја 1967. и 1968. године, 1978. је освојио друго место, а на Играма је учествовао још два пута. Своје јахачко умеће користио је касније у неколико филмова попут дечијег остварења Последња трка са грлом Зимзелен. У старој Југославији само два глумца су била у стању да без каскадера одјашу веома тешку трку преко шибља: Бобан Петровић и Зоран Миљковић.
На Љубичевским коњским играма упознаје 1967. године глумца Миливоја Живановића, „Војводу Игара” те године,  који у њему препознаје и потхрањује глумачки таленат.
После друге победе на Љубичевским играма, Зоран Миљковић долази у Београд на студије историје уметности. Истовремено пролази на аудицији у Академском позоришту "Бранко Крсмановић".  На једну од Зоранових представа долази и драмски писац Слободан Стојановић који је у то време био директор драме у Савременом позоришту на Црвеном крсту, па га ангжује као глумца и у свом позоришту. Слободан Стојановић такође упућује Зорана да прихвати први професионални ангажман  у Народном позоришту Босанске Крајине у Бањалуци, где Миљковић  постаје стални члан и млади првак позоришта.
Зоран Миљковић се враћа у Београд 1976. године где постаје члан Малог позоришта. Члан ансамбла је био 44 године, а првак позоришта нешто мање од двадесет година.
Списак свих позоришних представа у којима је учествовао као глумац или глумац-аниматор пописан је на страници Музеја позоришне уметности Србије.
Познате су његове улоге у серијама:
- Отписани,
- Врућ ветар,
- Бољи живот,
- Вук Караџић,

филмовима:
- Доктор Младен,
- Случај Хармс,
- Она воли Звезду,
- Подземље,

као и у Научном и Образовном програму Телевизије Београд.
У зрелом добу своје каријере интензивно је радио у иностранству: за италијанску продуцентску кућу: Филм 87 из Рима и за италијанску телевизију Раи 1. Снимио је десетак серија и ТВ филмова међу којима су:
- Заборављени,
- Велика пљачка трезора,
- Белградо Слинг,
- Буоно Папа,
- Ано 70,
- Ло Скандало де ла Банка Романа.[7]

Такође, је играо и у неколико америчких филмова уз неке од светских глумаца као што су Дени Хјустон, Ралф Фајнс, Рики Тоњаци, Винсент Перез.
- Логор Собибур,
- Бледо Лице,
- Кориолан[7]

## Награде
Добитник је бројних награда:
- 1985. Бијенале југословенског луткарства, Бугојно - „Плашљиви вук",  Диплома за најбоље остварење у Информативној селекцији;
- 1986. Сусрети позоришта лутака Србије - „Чудесни виноград“, награда за глуму/анимацију;
- 1989. Бијенале југословенског луткарства, Бугојно - „Бура“,  Златна значка за глуму/анимацију Зорану Миљковићу,  Специјална Златна значка за представу, награда ТВ Сарајева;
- 1994. Југословенски фестивал представа за дјецу, Котор - „Лепотица и звер“,  награда за мушку улогу у Луткарској селекцији.
- За исту представу на Фестивалу у Загребу;
- Сусрети позоришта лутака Србије, Ниш - „Велика крађа сатова“, награда за глуму/анимацију.[9]

## Филмографија
| Год.       | Назив                             | Улога                |
| ---------- | --------------------------------- | -------------------- |
| 1970-те    |                                   |                      |
| 1971.      | Дан дужи од године                |                      |
| 1972.      | Просјаци и синови                 | Алија                |
| 1975.      | Доктор Младен                     | Четнички наредник    |
| 1975.      | Црвена земља                      |                      |
| 1975.      | Синови                            | Агент                |
| 1976.      | Два другара                       |                      |
| 1976.      | Фронташ                           |                      |
| 1977.      | Пас који је волео возове          |                      |
| 1978.      | Стићи пре свитања                 |                      |
| 1978.      | Повратак отписаних                | Илија (агент)        |
| 1978.      | Чардак ни на небу ни на земљи     |                      |
| 1978.      | Последња трка                     | Алимпије Хоџић       |
| 1980-те    |                                   |                      |
| 1980.      | Врућ ветар                        | Роки                 |
| 1980.      | Подијум                           | Вук                  |
| 1980.      | Хајдук                            |                      |
| 1981.      | Широко је лишће                   | Човек у кафани       |
| 1981.      | База на Дунаву                    |                      |
| 1981.      | Краљевски воз                     | Полицијски агент     |
| 1982.      | Паштровски витез                  | Чиновник 3           |
| 1982.      | Венеријанска раја                 | Агент                |
| 1985.      | Двоструки удар                    | Партизан             |
| 1987.      | Waitapu                           | Тужилац              |
| 1987.      | Случај Хармс                      | Инспектор КГБ        |
| 1987.      | Вук Караџић                       |                      |
| 1987.      | Место сусрета Београд             | Цариник на аеродрому |
| 1989.      | Шведски аранжман                  | мајор Ото Деш        |
| 1989.      | Балкан експрес 2                  |                      |
| 1990-те    |                                   |                      |
| 1990.      | Иза зида                          | Жижић                |
| 1991.      | У име закона                      | Кокорајков син       |
| 1987-1991. | Бољи живот                        | Милиционер           |
| 1993.      | Рај                               |                      |
| 1993.      | Мрав пешадинац                    |                      |
| 1994.      | Голи живот                        | Муџахедин 1          |
| 1995.      | Подземље                          | Партизан             |
| 1996.      | Била једном једна земља           | Партизан 2           |
| 1998.      | Канал мимо                        | Некрофил             |
| 1998.      | Буре барута                       |                      |
| 2000-те    |                                   |                      |
| 2000.      | Тајна породичног блага            |                      |
| 2001.      | Породично благо                   | Саобраћајац          |
| 2004.      | Пад у рај                         | Панајотовић          |
| 2004.      | Јелена                            | Жарко                |
| 2004.      | Скела                             | Црноберзијанац       |
| 2005.      | Супер хероји са острва снова      |                      |
| 2006.      | Затамњење                         | Цариник              |
| 2008.      | Мој рођак са села                 | Инжењер              |
| 2009.      | Зона мртвих                       |                      |
| 2010-те    |                                   |                      |
| 2010.      | Шесто чуло                        | Адвокат              |
| 2010.      | План Б                            | Стари човек          |
| 2010.      | Мртав човек не штуца              | Генерал Јуришић      |
| 2010.      | Lo scandalo della Banca Romana    |                      |
| 2011.      | Кориолан                          | Грађанин             |
| 2011.      | Како сам прошао мој возачки испит | Инструктор вожње     |
| 2015.      | Девет дана                        | Отац (глас)          |
| 2017.      | Злочин                            |                      |
| 2017.      | Пси лају, ветар носи              | Коча СУБНОР          |